# Zeger Vandersteene
Zeger Vandersteene (Gent, 5 juni 1940)  is een Vlaamse tenor.  Hij zingt zowel opera, lied als oratorium.

## Jeugd en opleiding
Vandersteene studeerde aan het Sint-Lievenscollege (Gent). Hij zong reeds als jongen de sopraansolo’s in de bekende Schola Cantorum van de Sint-Baafskathedraal te Gent. Vier jaar lang zong hij er de gregoriaanse propriumgezangen en de grote polyfonisten, maar ook Bach, Händel, en veel romantische muziek.
Vandersteene studeerde burgerlijk ingenieur aan de Rijksuniversiteit Gent, maar besloot voor de muziek te kiezen. Hij werkte aan zijn zangtalent bij bekende zangers en specialisten, zowel in de sector van de authentieke  benadering, als bij de vertolkers van de hedendaagse muziek. Zijn coach is Yva Barthelemy. Als lichte tenor studeerde en zong hij onder specialisten zoals Nicolaus Harnoncourt, Frans Brüggen, John Eliot Gardiner, Philippe Herreweghe en Ton Koopman, voor Oude Muziek en barok. Voor het meer hedendaagse repertoire zong hij met Henri Pousseur, Peter Schat en Reinbert de Leeuw. Internationaal maakte hij onder meer opnamen voor Harmonia Mundi en Erato.
Zijn vaste begeleider is Levente Kende.

## Repertoire en activiteiten
Hij zingt in muziekcentra van Oost– en West-Europa, de Verenigde Staten, Mexico, Zuid-Amerika, Israël en Japan. Zijn repertoire is uitgebreid, van gregoriaans over Middeleeuwen, Renaissance, Barok tot hedendaags. Hij legde zich vooral toe op Oratorium en andere vocale werken met orkest. Toch vertolkte hij ook vele barok-opera's. Hij werkte met diverse dirigenten.

## Creaties en plaatopnamen
Hij creëerde zelf zes hedendaagse opera's op de internationale scène (München, Venetië, Berlijn, Amsterdam en Zürich). Hij maakte een vijftigtal platen en cd's en  geeft masterclasses in Japan, Mexico, Oostenrijk en in Brugge. Hij is gast-professor aan de Universiteit van Mexico-Stad (Conservatorio Nacional), aan de Nihon University van Tokio en de Mukogawa University te Osaka. Hij werd uitgenodigd om op de Belgian Day van de wereldtentoonstelling in Aichi (Japan), in juni 2005, een concert te geven met het Pioneer Symphonic Orchestra, waarin hij Lodewijk Mortelmans' en Samuel's orkestliederen vertolkte, naast Japanse liederen. Hij is ereprofessor aan het departement Muziek en Drama van de Hogeschool te Gent.

## Discografie
Vandersteene staat op menige opname vermeld als zanger.

## Prijzen
- 2012 Klara Carrièreprijs[2]

{{Appendix
- Cultuurkapel Odul[hus Levensbeschrijving tot 2014
- Jozef Robijns, Miep Zijlstra: Algemene muziek encyclopedie, Haarlem: De Haan, 1979-1984, ISBN 978-90-228-4930-9, deel 10, pagina 83

}}
- Bibliothèque nationale de France: cb13982590f (data)
- CiNii: DA11336852
- Gemeinsame Normdatei: 134545273
- International Standard Name Identifier: 0000 0000 8092 0384
- Library of Congress Control Number: n85076180
- Nationale Bibliotheek van Letland: 000110558
- MusicBrainz: a758bf57-3522-45a2-90a1-b58b97e5d312
- Nationale Bibliotheek van Israël: 987007315375505171
- Nederlandse Thesaurus van Auteursnamen: 074105906
- Système universitaire de documentation: 193089750
- Virtual International Authority File: 12500176
- WorldCat: E39PBJjXcQG96dBxCVW498XTpP

1. ↑  Muziekweb: Muziekbibliotheek van Nederland: discografie Vandersteene (geraadpleegd 10 februari 2024)
2. ↑  De Klara Carrièreprijs gaat naar Zeger Vandersteene, 19 december 2012